# Псевдоболет
Псевдоболе́т (лат. Pseudobolétus) — род грибов, входящий в семейство Болетовые (Boletaceae).
Один из многочисленных родов, выделенных из крупного полифилетичного рода Boletus. Именно к этому роду относится широко известный вид моховик паразитный.

## Описание
Плодовые тела шляпко-ножечные, с трубчатым гименофором. На стадии формирования плодовых тел паразитируют на видах Scleroderma или Astraeus. Кутикула шляпки — триходермис.
Ножка центральная, выполненная, приросшая к плодовому телу гриба-хозяина. Поверхность ножки лишена каулобазидий и стерильна (уникальный для европейских болетовых признак). Трама ножки из продольных гиф.
Споровый порошок оливково-коричневый. Споры удлинённоверетеновидно-цилиндрические, в световом микроскопе гладкие. Пряжки на гифах отсутствуют.

## Таксономия и систематика

### Виды
- Pseudoboletus astraeicola (Imazeki) Šutara, 2005
- Pseudoboletus parasiticus (Bull.) Šutara, 1991 — Моховик паразитный